# Alcidamant
Alcidamant (en grec antic: Ἀλκιδάμας, llatí: Alcidamas) fou un orador i sofista de l'antiga Grècia oriünd de la ciutat d'Elea (Eòlia). És un autor de transmissió directa del qual es conserven dos discursos epidíctics.
Va néixer cap al 440 aC. El seu pare es deia Díocles, i era ciutadà d'Elea, a l'Àsia Menor. De ben jove, cap al 432 aC, Alcidamant va arribar a Atenes i va entrar a l'escola retòrica de Gòrgies, on va ser company de l'orador Isòcrates. Es va dedicar a l'ensenyament de retòrica, tal vegada al capdavant de la mateixa escola fundada per Gòrgies, i fou mestre de Demòstenes i Èsquines, dos grans oradors. A partir d'un passatge de Llucià, hom ha volgut concloure que hauria tengut relació amb l'escola cínica.
De l'obra d'Alcidamant, han arribat per transmissió directa els discursos Sobre els sofistes i Odisseu, en el qual Ulisses acusa Palamedes de traïció als grecs; val a dir que hi ha filòlegs que els han volgut considerar espuris. Es tracta de dues obres que tracten temes recurrents per la sofística, com ara com ara el valor del text improvisat o del text assajat, l'escaiença d'un sistema polític democràtic o d'un d'oligàrquic, però també més filosòfics, com ara l'origen de la societat i l'evolució de la política, temes introduïts per Demòcrit i Protàgores. No obstant això, la seva obra havia estat molt més extensa, i bona part es conservava encara el segle xii. Es coneixen títols d'altres discursos seus, com ara el Físic, el Messeníac, el Museu, l'Art Retòrica, un Elogi de la mort, els encomis de l'hetera Nais, i discursos sobre Proteu el Cínic, sobre la pobresa i una obra sobre música que esmenta la Suïda, dels quals també es té notícia gràcies a troballes papiràcies.

## Edicions
- Redondo, Jordi. Alcidamant d'Elea. Discursos i fragments.  Barcelona: Fundació Bernat Metge, 2014. ISBN 978-84-9859-238-2.